# Objaw Jacobsohna
Objaw Jacobsohna (objaw Bechterewa-Jacobsohna, ang. Jacobsohn reflex, Bekhterev-Jacobsohn reflex) – objaw neurologiczny polegający na zgięciu palców ręki w stawach międzypaliczkowych dołączającym się do zgięcia kończyny górnej w stawie łokciowym podczas wywoływania odruchu promieniowego. Może występować u osób zdrowych, jak również w uszkodzeniu dróg piramidowych. Znaczenie rozpoznawcze ma jedynie w przypadkach obecności innych objawów zespołu piramidowego i (lub) niesymetryczności objawu. Znany też jako objaw Bechterewa-Jacobsohna, ponieważ opisany został w pierwszej dekadzie XX wieku przez Władimira Biechtierewa i Louisa Jacobsohna. Analogicznym objawem jest objaw Mendla-Bechterewa obserwowany podczas badania kończyn dolnych.